# Cestona
Cestona (oficialmente en euskera: Zestoa) es un municipio de la provincia de Guipúzcoa, País Vasco (España). Cuenta con una población de 3838 habitantes (INE 2024). La villa está situada a orillas del río Urola, en el valle de Sastarrain. Es conocida por sus aguas medicinales, que han servido para el establecimiento de un balneario, que alcanzó fama a principios del siglo XX. Fue fundada con el nombre de Santa Cruz de Cestona.

## Geografía
Integrado en la comarca de Urola Costa, se sitúa a 34 kilómetros de la capital guipuzcoana. El término municipal está atravesado por la Autopista del Cantábrico (AP-8) y por la carretera N-634 entre los pK 31 y 32, además de por las carreteras GI-631, que permite la comunicación con Zumaya y Azpeitia, GI-2633, que conecta con Aizarnazábal, y por una carretera local que se adentra en el municipio de Régil. 
El relieve del municipio es predominantemente montañoso, suavizado por la presencia del río Urola y algunos arroyos. Cerca del pueblo destaca el pico Amezti (435 metros). La altitud oscila entre los 600 metros al sureste, en el límite con Régil,  y los 30 metros a orillas del río Urola. El pueblo se alza a 72 metros sobre el nivel del mar. 
| Noroeste: Deva     | Norte: Deva y Zumaya | Noreste: Aizarnazábal |
| Oeste: Deva        |                      | Este: Aya             |
| Suroeste: Azpeitia | Sur: Azpeitia        | Sureste: Régil        |

## Demografía
Cestona cuenta con una población de 3838 habitantes (INE 2024).
| Gráfica de evolución demográfica de Cestona entre 1842 y 2021                                                       |
| |
| Población de derecho según los censos de población del INE Población de hecho según los censos de población del INE |

## Economía
Las principales empresas del municipio son: 
- Ederra Morteros y Revocos, S.L.: morteros, colas de hormigón y en general artículos derivados del cemento destinados a la construcción.
- Forjas de Iraeta, S.A.: fabricante de bridas.

Nota: empresas de Cestona que según el CIVEX (Catálogo industrial vasco) superan los 50 trabajadores.

## Patrimonio

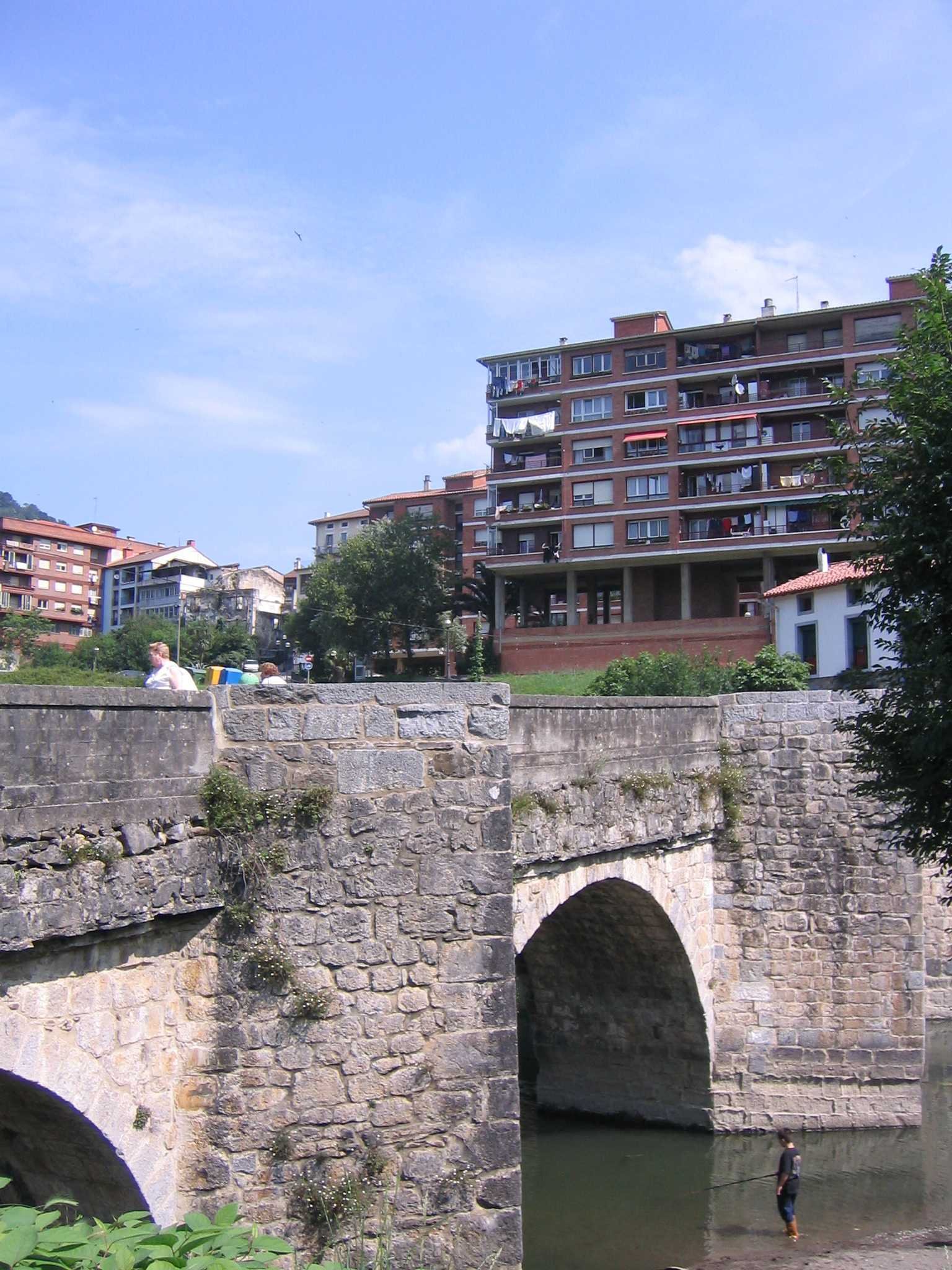
Puente sobre el Urola

Esta localidad fue famosa por su balneario, especialmente en la primera mitad del siglo XX.
Del Paleolítico se han hallado pinturas que no se corresponden con ningunos conocidos (cuevas de Danbolinzulo).
En Cestona se encuentra Ekainberri, inaugurado en 2008, un museo con una réplica a escala del interior de la cueva de Ekain. Esta cueva, cerrada al público, posee una importante muestra de arte rupestre paleolítico y fue declarada Patrimonio de la Humanidad en 2008. La cueva de Ekain se encuentra a solo 1,5 km del pueblo de Cestona, pero se ubica dentro del término municipal de Deva. La réplica, sin embargo, ha sido construida en las cercanías de la cueva, pero dentro del término de Cestona.
En el camino hacia la cueva de Ekain (y a la neocueva de Ekainberri) se sitúa el palacio Lili, restaurado y reabierto como museo en 2013; la visita incluye una actuación teatral. Su origen podría datar del siglo VI. Su nombre parece derivar de un obispo de Pamplona llamado Lililoa, si bien otros investigadores lo ligan a personajes del siglo XV. Su estilo es gótico aunque con vestigios medievales.
La iglesia de La Natividad de la Virgen resultó muy dañada en el incendio que asoló la villa en 1549. Parece ser que sólo se salvó la capilla Lili de principios del siglo XVI. Se reconstruyó durante la segunda mitad del siglo XVI y parte del XVII.
El edificio del Ayuntamiento es del siglo XVIII, aunque el lugar ha venido siendo ocupado por el Ayuntamiento desde final del siglo XV. La plaza se completa con la casa Iraeta (a la derecha de la parroquia) datando del siglo XVI. Hay más casas nobles repartidas por todo el casco urbano, además de las puertas de San José y de la Inmaculada y la Cruz de Término.

## Administración y política

### Gobierno municipal
| Partido político                                             | 2023  | 2023       | 2019  | 2019       | 2015  | 2015       | 2011  | 2011       | 2007  | 2007       |
| Partido político                                             | %     | Concejales | %     | Concejales | %     | Concejales | %     | Concejales | %     | Concejales |
| Euskal Herria Bildu (EH Bildu)-Bildu                         | 64,12 | 8          | 55,76 | 6          | 46,24 | 5          | 53,07 | 7          | —     | —          |
| Euzko Alderdi Jeltzalea-Partido Nacionalista Vasco (EAJ-PNV) | 29,82 | 3          | 40,83 | 5          | 47,66 | 6          | 30,72 | 4          | 29,27 | 4          |
| Eusko Abertzale Ekintza-Acción Nacionalista Vasca (EAE-ANV)  | —     | —          | —     | —          | —     | —          | —     | —          | 42,39 | 5          |
| Eusko Alkartasuna (EA)                                       | —     | —          | —     | —          | —     | —          | —     | —          | 21,19 | 2          |

### Organización territorial
La población de Cestona vive aproximadamente en un 60 % en el casco urbano de Cestona, mientras que el 40 % restante vive diseminado en el término municipal en alguno de los numerosos barrios que componen el municipio. Los datos de población corresponden a 2005.
- Aizarna: 196 habitantes
- Akua: 83 habitantes[cita requerida]
- Arrona de Abajo: 354 habitantes
- Arrona de Arriba: 228 habitantes
- Bedua: 11 habitantes[cita requerida]
- Endoya (Endoia): 26 habitantes
- Etorra: 34 habitantes[cita requerida]
- Ibañarrieta: 20 habitantes
- Iraeta: 107 habitantes
- Lasao: 63 habitantes
- Narrondo: 65 habitantes[cita requerida]
- Txiriboga: 58 habitantes[cita requerida]